# The Little Mademoiselle
The Little Mademoiselle è un film muto del 1915 diretto da Oscar Eagle.

## Trama
Mentre è in viaggio per Buffalo insieme allo zio Henry e alla sua famiglia, la giovane Lili Breval si trova accidentalmente "abbandonata" in stazione quando il treno riparte. Lili, che arriva dalla Francia, non riesce a spiegare agli astanti la sua situazione finché non trova Jim Pemberton, che conosce la sua lingua. Jim, che è appena stato licenziato dal garage locale, si trova senza un soldo anche se è il figlio di un industriale dell'auto che è rivale in affari di Breval, il padre di Lili. Il giovane è stato costretto dal padre a guadagnarsi da vivere a causa della sua espulsione dal college. Jim, per trovare il denaro del biglietto ferroviario per la bella francese, si iscrive a una corsa automobilistica che spera di vincere. La macchina che gli viene data è proprio una Breval. Superando il problema della rivalità familiare, Jim porta l'auto alla vittoria. Dopo aver accompagnato Lili a Buffalo, Jim si guadagna un lavoro in ufficio da Breval padre, grato al giovane per essersi preso cura della figlia. La sua nuova occupazione soddisfa anche Pemberton senior: vedendo che il figlio ha messo la testa a posto, si riconcilia con lui. Ora la storia d'amore tra Jim e Lili può proseguire tranquillamente senza più rivalità familiari.

## Produzione
Il film fu prodotto dalla World Film.

## Distribuzione
Il copyright del film, richiesto dalla World Film Corp., fu registrato il 27 settembre 1915 con il numero LU7345. Lo stesso giorno, il film uscì nelle sale cinematografiche degli Stati Uniti distribuito dalla World Film.